# Conway (Pennsylvania)
Conway  è un comune (borough) degli Stati Uniti d'America, nella contea di Beaver nello Stato della Pennsylvania. Secondo il censimento del 2010 la popolazione è di 2.176 abitanti.
Si trova lungo il corso del fiume Ohio.

## Società

### Evoluzione demografica
La composizione etnica vede una prevalenza della razza bianca (98,5%) seguita da quella afroamericana (1,1%), dati del 2010.
| borough di Conway Popolazione |       |
| 2000                          | 2.290 |
| 2010                          | 2.176 |